# لیلی مارتین اسپنسر
لیلی مارتین اسپنسر (انگلیسی: Lilly Martin Spencer؛ ۲۶ نوامبر ۱۸۲۲ – ۲۲ مهٔ ۱۹۰۲) یک نقاش اهل ایالات متحده آمریکا بود.